# Музички албум
Музички албум или само албум је колекција аудио или музичких записа. Албум се најчешће снима у музичком студију, а може и на неком другом месту (код куће, на концерту). Записи на албуму могу бити везани заједничком темом, расположењем или врстом звука, а понекад могу бити сачињени тако да изрекну јединствену поруку или испричају одређену причу, док с друге стране могу бити ништа друго до једноставна збирка различитих записа направљених у исто време и на истом месту, или збирку записа чија ауторска права држи иста издавачка кућа.

## Врсте албума

### Студијски албум
Студијски албум (студио албум или само студио) јест музички албум који се састоји од песама снимљених под надзором инжењера звука у студију за снимање. Студијски албум садржи написане и снимљене материјале који се издвајају од компилација или поновног објављивања албума, или видеа уживо снимљених током представљања дела на лицу места. Студијски албуми су обично дуго стварани и обрађивани пре неголи буду завршени и објављени.
У модерној технологији снимања, музичари се могу снимати у одвојеним просторијама и у различито време, слушајући друге делове а користећи слушалице; сваки снимљени део рачуна се као посебна стаза, након чега се врши миксовање.

### Лајв албум
Лајв албуми или уживо албуми настају извођењем музичких дела на јавним наступима, најчешће на концертима и могу се састојати од песама са једног концерта или више њих. С тим у вези, на њима се могу наћи аплауз и коментари публике, коментари извођача између песама и друге спонтане ситуације током концерата.

### Соло албум
Соло албум је албум објављен од стране једног музичког извођача и који се води само на његово име, чак иако су други музичари учествовали у стварању музике на том албуму. Први соло албуми снимљени су 1940-их година.

## Музички формати
- музичке ноте
- ЛП
- аудио-касета
- компакт-диск
- дигитално преузимање